# 阿奇·古德溫 (籃球運動員)
阿奇·李·古德溫三世（英語：Archie Lee Goodwin III，1994年8月17日—）為美國男子籃球運動員，現效力於中国男子篮球职业联赛江苏肯帝亚。

## 職業生涯
2018年12月11日，中国男子篮球职业联赛浙江稠州簽下古德溫頂替受傷的马库斯·邓蒙。12月21日，浙江稠州以马库斯·邓蒙替換古德溫，古德溫代表浙江稠州出賽3場，場均表現為9分、0.7助攻。
2023年12月20日，古德溫加入貝魯特俱樂部。出賽兩場，場均貢獻7分、4.籃板、1助攻、1阻攻。2024年2月28日，宁波富邦與古德溫簽約。古德溫替宁波富邦出賽12場，場均上陣15分鐘，可挹注10.2分、3.4籃板、2.2助攻。8月13日，古德溫加盟坎昆熱火。10月20日，江苏肯帝亚簽下古德溫。

## 外部連結
- 阿奇·古德溫在fiba.basketball（英语）
- 阿奇·古德溫在NBA（英语）
- 阿奇·古德溫在歐洲籃球聯賽（英语）
- 阿奇·古德溫在土耳其籃球超級聯賽（英语）
- 阿奇·古德溫在德國籃球甲級聯賽（德语）
- 阿奇·古德溫在中国男子篮球职业联赛
- 阿奇·古德溫在Basketball-Reference.com（NBA）（英语）
- 阿奇·古德溫在Basketball-Reference.com（NBA G聯盟）（英语）
- 阿奇·古德溫在Basketball-Reference.com（國際）（英语）
- 阿奇·古德溫在Sports-Reference.com（NCAA）（英语）
- 阿奇·古德溫在ESPN（NBA）（英语）
- 阿奇·古德溫在Eurobasket.com（球員）（英语）
- 阿奇·古德溫在Proballers（英语）
- 阿奇·古德溫在RealGM（英语）
- 阿奇·古德溫在中国篮球数据库
- 阿奇·古德溫在中国篮球数据库
- 阿奇·古德溫在Flashscore（英语）